# Mihăiță Pleșan
Mihăiță Păunel Pleșan (Moldova Nouă, 19 febbraio 1982) è un ex calciatore rumeno, di ruolo centrocampista.

## Statistiche

### Cronologia presenze e reti in Nazionale
| Cronologia completa delle presenze e delle reti in nazionale ― Romania | Cronologia completa delle presenze e delle reti in nazionale ― Romania | Cronologia completa delle presenze e delle reti in nazionale ― Romania | Cronologia completa delle presenze e delle reti in nazionale ― Romania | Cronologia completa delle presenze e delle reti in nazionale ― Romania | Cronologia completa delle presenze e delle reti in nazionale ― Romania | Cronologia completa delle presenze e delle reti in nazionale ― Romania | Cronologia completa delle presenze e delle reti in nazionale ― Romania |
| Data                                                                   | Città                                                                  | In casa                                                                | Risultato                                                              | Ospiti                                                                 | Competizione                                                           | Reti                                                                   | Note                                                                   |
| ---------------------------------------------------------------------- | ---------------------------------------------------------------------- | ---------------------------------------------------------------------- | ---------------------------------------------------------------------- | ---------------------------------------------------------------------- | ---------------------------------------------------------------------- | ---------------------------------------------------------------------- | ---------------------------------------------------------------------- |
| 16-11-2003                                                             | Ancona                                                                 | Italia                                                                 | 1 – 0                                                                  | Romania                                                                | Amichevole                                                             | -                                                                      | 73’                                                                    |
| 28-4-2004                                                              | Bucarest                                                               | Romania                                                                | 5 – 1                                                                  | Germania                                                               | Amichevole                                                             | 1                                                                      | 77’                                                                    |
| 27-5-2004                                                              | Dublino                                                                | Irlanda                                                                | 1 – 0                                                                  | Romania                                                                | Amichevole                                                             | -                                                                      | 60’                                                                    |
| 9-2-2005                                                               | Larnaca                                                                | Romania                                                                | 2 – 2                                                                  | Slovacchia                                                             | Amichevole                                                             | -                                                                      | 55’                                                                    |
| 26-3-2005                                                              | Bucarest                                                               | Romania                                                                | 0 – 2                                                                  | Paesi Bassi                                                            | Qual. Mondiali 2006                                                    | -                                                                      | 46’                                                                    |
| 8-6-2005                                                               | Costanza                                                               | Romania                                                                | 3 – 0                                                                  | Armenia                                                                | Qual. Mondiali 2006                                                    | -                                                                      |                                                                        |
| 6-6-2007                                                               | Timișoara                                                              | Romania                                                                | 2 – 0                                                                  | Slovenia                                                               | Qual. Euro 2008                                                        | -                                                                      | 79’                                                                    |
| Totale                                                                 |                                                                        | Presenze                                                               | 7                                                                      |                                                                        | Reti                                                                   | 1                                                                      |                                                                        |